# Centre académique pour la scolarisation des enfants allophones nouvellement arrivés et des enfants issus de familles itinérantes et de voyageurs
Un centre académique pour la scolarisation des enfants allophones nouvellement arrivés et des enfants issus de familles itinérantes et de voyageurs (CASNAV) est une structure de l'éducation nationale française vouée à l'accueil, l'orientation et la scolarisation des mineurs qui viennent de l'étranger et sont allophones, ainsi que ceux issus de familles itinérantes.

## Historique
Les centres de formation et d'information pour la scolarisation des enfants de migrants (CEFISEM) sont créés en 1975 afin d'assurer la formation des enseignants chargés d’accueillir les enfants de l'immigration. Leur mission est élargie en 1990 pour prendre en charge l'accompagnement du développement des zones d'éducation prioritaires (ZEP), la prévention de la violence, etc.
En 2002, ils sont restructurés et renommés Centres académiques pour la scolarisation des nouveaux arrivants et des enfants du voyage (CASNAV). Leur mission est recentrée sur « l'aide à l'intégration des élèves nouvellement arrivés en France et des enfants du voyage, à et par l'école ».
En 2012, ils sont renommés Centres académiques pour la scolarisation des élèves allophones nouvellement arrivés et des enfants issus de familles itinérantes et de voyageurs, le sigle d'origine CASNAV restant inchangé.

## Personnel
Un CASNAV est constitué, d'une part, d'un personnel administratif appartenant à l'Inspection académique, et d'autre part des enseignants des classes spécialisées dans l'accueil des élèves étrangers. 
Le personnel administratif du CASNAV se consacre à l'accueil et à l'enregistrement des mineurs présents sur le territoire français. Officiellement, tout mineur étranger non encore scolarisé est considéré comme nouvel arrivant ou primo-arrivant (toute personne n'ayant pas atteint l'âge de 16 ans présent sur le territoire français a le droit et l'obligation d'être scolarisé).
Ensuite, les enseignants reçoivent les élèves enregistrés à l'Inspection académique. Ces élèves sont pris en charge dans les classes ordinaires (école inclusive) et peuvent bénéficier de soutien linguistique au sein de dispositif à effectif restreint UPE2A, où ils apprennent le français langue seconde (FLS). Ces dispositifs n'existent pas dans tous les établissements : par exemple, dans l'Essonne, il en existe vingt-huit. Un dispositif peut concerner plusieurs établissements. Les enseignants ont le même statut que leurs collègues qui enseignent à des classes ordinaires, ils sont vacataires, ou contractuels, certifiés, ou agrégés ; cependant ils sont en général volontaires et choisis par les CASNAV en fonction de leur motivation et de leur expérience. Dans la plupart des académies, une certification complémentaire est nécessaire. 
Il existe un CASNAV par académie. Les enseignants se connaissent au sein d'un seul et même département. Ils participent notamment à une cellule d'accueil des élèves étrangers.

## Dispositifs
Tout au long de l'année, les enseignants évaluent les élèves allophones nouvellement arrivés (EANA) d'âge collège et lycée lors de cellules d'accueil réalisées en établissement scolaire ou en CIO. Cette évaluation a pour but de positionner les élèves en fonction de leur besoin : niveau de français, âge, situation géographique et niveau de scolarisation antérieure. En fonction des résultats, ils seront positionnés dans une classe de collège ou lycée du département, si besoin avec un accompagnement en français au sein d'un dispositif UPE2A, puis affectés par les services de la DSDEN. Les élèves relevant du primaire vont s'inscrire à la mairie et seront évalués par un enseignant CASNAV qui évaluera les besoins et préconisera la prise en charge.
Conformément au principe de l'inclusion, quel que soit leur âge, les élèves allophones sont inscrits dans une classe ordinaire correspondant prioritairement à leur classe d'âge et bénéficient si besoin en parallèle d'un suivi en dispositif UPE2A pour acquérir les bases du français de communication et de scolarisation. Historiquement, il s'agissait de classes distinctes (les élèves n'avaient pas de classe ordinaire de rattachement) : les UPE2A du premier degré étaient des CLIN, celles du second degré des CLA. Parmi les dispositifs UPE2A, on peut signaler la spécificité des UPE2A-NSA, destinées aux Élèves non scolarisés antérieurement, qu'on peut trouver dans le second degré dans les zones suffisamment denses pour distinguer les publics.
Des dispositifs spécifiques existent également pour les enfants du voyage, leur organisation et dénomination pouvant varier selon les départements.